# Mort de Nicole van den Hurk
Le 6 octobre 1995, Nicole van den Hurk (prononcé en néerlandais : [ˈnɪkɔːl vɑn dɛn ˈɦʏrk]), alors âgée de 15 ans, disparaît sur le chemin du travail à Eindhoven, dans la province néerlandaise du Brabant-septentrional. Le 22 novembre, son corps est retrouvé dans les bois entre les villes de Mierlo et de Lierop.
En 2011, son demi-frère avoue le meurtre, mais est libéré un mois plus tard, en raison du manque de preuves. Il reconnaît plus tard s'être dénoncé en se sachant innocent afin que le corps soit exhumé pour effectuer des tests ADN. L'ADN recueilli à partir des restes exhumés et celui de la scène du crime conduisent à l'arrestation d'un homme identifié comme Jos de G. (prononcé en néerlandais : [ˈjɔs də ˈɣeː]) en janvier 2014,. Accusé de viol et d'homicide, il est reconnu coupable de viol, mais pas d'homicide en novembre 2016, et est condamné à cinq ans d'emprisonnement.

## Enfance et disparition
Nicole van den Hurk est née Nicole Tegtmeier le 4 juillet 1980 à Erkelenz, en Allemagne, de Angelika Tegtmeier. Son père biologique était marié à une autre femme. En 1982, Angelika épouse le chanteur néerlandais Ad van den Hurk à Eindhoven, et est légalement reconnu comme le père de Nicole. Ad et Angelika divorcent en 1989 et Ad obtient la garde de Nicole. En avril 1995, Angelika se suicide à Tilbourg. Au moment de sa disparition, Nicole réside chez sa grand-mère à Tongelre, dans la banlieue d'Eindhoven.
Nicole quitte la maison de sa grand-mère à 05:15, le vendredi 6 octobre 1995, et se dirige à vélo vers le centre commercial Woensel où elle a un travail d'étudiante. Elle n'arrive jamais au centre commercial et À 18:00, la police trouve son vélo dans la rivière Dommel. Entre cette date et le 17 octobre, la police fouille la rivière et une forêt voisine. Le 19 octobre, son sac à dos est retrouvé près du canal d'Eindhoven. Le lendemain, le canal et sa rive sud sont fouillés. Entre le 28 et le 29 octobre, une nouvelle fouille est organisée, sans succès. Le 20 novembre, la police a reçu près de 300 indices.
Le mercredi 22 novembre, un passant trouve le corps de Nicole dans les bois entre Mierlo et de Lierop,. Ses funérailles ont lieu le 28 novembre, un millier de personnes y assiste. Le parquet estime qu'elle est probablement morte d'un saignement interne provoqué par une blessure à l'arme blanche, mais la cause exacte de la mort n'est pas déterminée.

## Enquête
Le 24 octobre 1995, un appel anonyme à la police se dit capable d'identifier le tueur, mais l'appel finit prématurément. L'enregistrement de l'appel est diffusé à la télévision nationale, en janvier 1996, dans le but de retrouver la personne. Plus tard, quatre enquêteurs sont chargés de l'affaire. En février, une amie de la famille Van den Hurk arrêtée pour trafic de drogue dit à la police qu'elle a été forcée à trafiquer de l'héroïne par les personnes qui ont tué Nicole. La police n'a cependant pas trouvé de fondement à cette histoire. Pendant ce temps, le magazine Passie offre une récompense pour obtenir des détails sur le tueur. Entre mai et juin, Andy et Ad, sont détenus par la police pour enquête, mais relâchés par la suite.
En 2004, l'enquête est classée sans suite,. En 2011, Andy van den Hurk, qui avait alors déménagé en Angleterre, avoue sur Facebook avoir tué Nicole. Il est arrêté par la police britannique, et est extradé vers les Pays-Bas le 30 mars,. Il est libéré 5 jours plus tard, le message sur Facebook étant la seule preuve contre lui,. Plus tard, Andy revient sur ses aveux, expliquant qu'il croyait que son père Ad était le violeur et l'assassin de Nicole, ce qu'Ad nie,. En 2016, Andy explique qu'il a faussement avoué dans le but de relancer l'attention sur la mort de sa sœur et d'obtenir l'exhumation du corps pour effectuer des  tests d'ADN.
Les restes de Nicole sont exhumés en septembre 2011 et des échantillons d'ADN obtenus. Le même jour, la prime offerte pour l'obtention d'information sur le tueur passe de 25 000 florins (environ 11 300 €) à 15 000 €. Dans la semaine, la police annonce que de l'ADN autre que celui de Nicole a été retrouvé dans les restes et a trouvé plus de 20 nouveaux indices. En janvier 2014, la police arrête un homme de 46 ans, identifié comme Jos de G. Des échantillons de son ADN correspondent à ceux trouvés sur les restes de Nicole et sur les lieux du crime. Jos De G. a déjà été jugé coupable de 3 viols, avec condamnation à 3 ans de prison et hospitalisation forcée. Il avait quitté sa compagne après une bagarre quelques heures avant la disparition de Nicole.

## Le procès
L'affaire est portée devant les tribunaux en avril 2014. L'avocat de De G. note que l'ADN de plusieurs autres personnes, dont le petit ami de Nicole, a été retrouvé sur son cadavre. Il soutient que la relation sexuelle de son client a pu avoir été consentie,. En juillet, la charge de meurtre est abandonnée, pour celle d'homicide,. Lors d'une autre audition en octobre 2015, De G. nie tout contact avec Nicole au moment de sa disparition, il a ainsi pu avoir une relation sexuelle consentie avec elle quelques jours plus tôt.
Le procès commence le 2 novembre 2015. Les experts confirment la présence d'échantillons d'ADN du suspect. Le procès est suspendu 2 semaines, en raison de l'apparition d'un témoignage d'une personne qui aurait entendu De G. affirmer avoir tué une fille,. Plus tard, le témoin et une autre personne précisent que cette déclaration a eu lieu dans un hôpital psychiatrique où ils étaient soignés ensemble une décennie auparavant. Pour l'avocat de la défense, ce témoignage était surtout motivé par la récompense de 15 000 €
L'ADN d'au moins trois personnes est retrouvé dans les traces de sperme prélevées sur les restes de Nicole. L'accusation pense que ces personnes sont De G., le petit ami de Nicole, et son demi-frère Andy. Cependant, les experts sont en désaccord sur la fiabilité de l'échantillon. On décide en mars 2016 un réexamen des échantillons d'ADN utilisant une nouvelle méthode. Le 19 avril, on annonce à la cour que l'ADN appartient à De G. et deux autres personnes avec une probabilité de 2,28 millions de fois supérieure à trois personnes aléatoires.
Le 12 octobre, l'accusation demande 14 ans d'emprisonnement. Le 21 novembre, Jos De G. est jugé coupable de viol et condamné à 5 ans d'emprisonnement. La cour a pris en compte dans son verdict les troubles mentaux dont souffrait De G. Il est acquitté de la charge d'homicide, étant toujours possible que le coupable soit une des 2 autres personnes dont l'ADN a été trouvé.